# SAGEM myX-2
SAGEM myX-2 – telefon komórkowy klasy low-end. Posiada podstawowe funkcje niezbędne do mobilnej komunikacji (tj. rozmowy głosowe, SMS i EMS). Jego główne cechy to wyświetlacz o rozmiarze 101x80 pikseli ukazujący 256 tys. kolorów. Poza tym znajdziemy również tutaj takie funkcje jak WAP czy 8 tonowa polifonia oraz możliwość zapisania w książce telefonicznej 250 kontaktów. Zasilany jest baterią Li-Ion o pojemności 650 mAh. Został wyprodukowany przez Komunikacja SAGEM. Został wprowadzony na rynek w 2003 roku.
Dodatki:
- kalkulator
- konwerter
- budzik
- timer
- zestaw samochodowy
- dane